# Lemuriostroter
Lemuriostroter is een geslacht van vlinders van de familie slakrupsvlinders (Limacodidae).

## Soorten
- L. geminatus Hering, 1957
- L. heringi Viette, 1965
- L. peyrierasi Viette, 1965
- L. procerus Hering, 1957
- L. pumilus Hering, 1957
- L. viettei Hering, 1957